# Valter Serafim
Valter Serafim (ur. ?) – piłkarz brazylijski, występujący podczas kariery na pozycji bramkarza.

## Kariera klubowa
Piłkarską karierę Valter Serafim rozpoczął w Santa Cruz Recife. Z Santa Cruz zdobył mistrzostwo stanu Pernambuco – Campeonato Pernambucano w 1959 roku. W latach sześćdziesiątych występował w Náutico Recife. Z Náutico dwukrotnie zdobył mistrzostwo stanu Pernambuco – Campeonato Pernambucano w 1967 i 1968 oraz wicemistrzostwa Taça Brasil w 1967 roku, najważniejszych wówczas rozgrywek krajowych w Brazylii.

## Kariera reprezentacyjna
W 1959 roku Valter Serafim był członkiem reprezentacji Brazylii na drugi turniej Copa América 1959 w Ekwadorze, na którym Brazylia zajęła trzecie miejsce. Nigdy nie wystąpił w reprezentacji.